# Mind U
Mind U (кор. 마인드유, раніше відомі як Acourve (어쿠루브)) — південнокорейський дует, створений Bridge Media у 2013 році. Вони дебютували 25 жовтня 2013 року з піснею «What I Want To Say». 27 квітня 2017 року дует повторноно дебютував під керівництвом Starship Entertainment з піснею «Loved U». Дует покинув Starship 26 травня 2022 року.

## Учасники
- Джехі (재희) — вокаліст
- Ґодак (고닥) — продюсер

## Дискографія

### Студійні альбоми
| Назва      | Деталі альбому                                                                                      | Пікові позиції у чартах | Продажі               |         |
| Назва      | Деталі альбому                                                                                      | KOR                     | Продажі               |         |
| Acourve    | Acourve                                                                                             | Acourve                 | Acourve               | Acourve |
| ---------- | --------------------------------------------------------------------------------------------------- | ----------------------- | --------------------- | ------- |
| First Step | - Реліз: 13 січня 2016 - Фейбл: Bridge Media, LOEN Entertainment - Формат: CD, цифрове завантаження | 39                      | - Південна Корея: 548 |         |

### Мініальбоми
| Назва  | Деталі альбому                                                                                                   | Пікові позиції у чартах | Продажі               |        |
| Назва  | Деталі альбому                                                                                                   | KOR                     | Продажі               |        |
| Mind U | Mind U | Mind U                  | Mind U                | Mind U |
| ------ | --- | ----------------------- | --------------------- | ------ |
| Dear   | - Реліз: 3 листопада 2017 - Лейбл: Starship Entertainment, LOEN Entertainment - Формат: CD, цифрове завантаження | 35                      | - Південна Корея: 781 |        |

### Сингли
| Назва                                                                            | Рік     | Пікові позиції у чартах | Продажі (DL)             | Альбом               |
| Назва                                                                            | Рік     | KOR                     | Продажі (DL)             | Альбом               |
| Acourve                                                                          | Acourve | Acourve                 | Acourve                  | Acourve              |
| -------------------------------------------------------------------------------- | ------- | ----------------------- | ------------------------ | -------------------- |
| «What I Want To Say» (하고 싶은 말)                                              | 2013    | —                       | Н/Д                      | First Step           |
| «The Lovely Song When We Parted» (사랑노래 같은 이별노래)                        | 2014    | 94                      | - Південна Корея: 21,720 | First Step           |
| «Never Got Your One»                                                             | 2014    | —                       | Н/Д                      | First Step           |
| «C.C (Campus Couple)»                                                            | 2014    | —                       | Н/Д                      | First Step           |
| «What Was That» (그게 뭐라고)                                                    | 2014    | —                       | Н/Д                      | First Step           |
| «I Didn't Get You» (잡지 않았어)                                                 | 2014    | —                       | Н/Д                      | First Step           |
| «Love War» (몰라 너 싫어)                                                        | 2014    | —                       | - Південна Корея: 14,261 | First Step           |
| «After You've Gone» (너가 떠나고)                                                | 2015    | —                       | Н/Д                      | First Step           |
| «Spring Is Here» (봄이 와)                                                       | 2015    | —                       | Н/Д                      | First Step           |
| «Confession» (고백)                                                              | 2015    | —                       | Н/Д                      | First Step           |
| «Rainy»                                                                          | 2015    | —                       | - Південна Корея: 18,326 | First Step           |
| «Want to Tell You I Love You» (사랑한다 말할래)                                  | 2015    | —                       | Н/Д                      | First Step           |
| «Should Our Paths Cross Again» (우연이라도)                                      | 2016    | 95                      | - Південна Корея: 35,949 | First Step           |
| «The Day» (그날)                                                                 | 2016    | —                       | - Південна Корея: 18,699 | Сингли поза альбомом |
| «If You Love Me»                                                                 | 2016    | —                       | Н/Д                      | Сингли поза альбомом |
| «Wait A Minute» (잠깐만요)                                                       | 2016    | 69                      | - Південна Корея: 46,448 | Сингли поза альбомом |
| «I Want To Go To You» (너에게 가고싶어)                                          | 2017    | —                       | Н/Д                      | Love Diary           |
| Mind U                                                                           |         |                         |                          |                      |
| «Loved U» (좋아했나봐) feat. Mad Clown                                           | 2017    | —                       | Н/Д                      | Сингл без альбому    |
| «Love Me» (사랑해줘요)                                                           | 2017    | —                       | Н/Д                      | Dear                 |
| «If» (만약에)                                                                    | 2017    | —                       | Н/Д                      | Dear                 |
| «—» релізи, що не потрапили у чарти або не були випущені у відповідних регіонах. |         |                         |                          |                      |

### Саундтреки
| Рік  | Назва          | Альбом                     |
| ---- | -------------- | -------------------------- |
| 2015 | «Honey»        | A Girl Who Sees Smells OST |
| 2018 | «I'll Come In» | Welcome to Waikiki OST     |